# Robert von Hartmann
Hermann Emil Bonaventura Robert Hartmann, seit 1862 von Hartmann (* 19. November 1802 in Fraustadt; † 11. März 1876 in Berlin) war ein preußischer Generalmajor.

## Leben

### Herkunft
Robert war der Sohn des Justizkommissars von Fraustadt und späteren Kriminalrats in Glogau Daniel Hartmann (1769–1832) und dessen Ehefrau Christiane, geborene George.

### Militärkarriere
Hartmann trat am 15. Juli 1816 als Kanonier in die 5. Artillerie-Brigade der Preußischen Armee ein. Vom 1. Oktober 1819 bis 30. Juni 1821 absolvierte er die Vereinigte Artillerie- und Ingenieurschule und avancierte Anfang März 1821 zum Sekondeleutnant. Am 1. August 1831 wurde er in die Artillerie-Prüfungskommission versetzt und stieg bis Anfang April 1840 zum überzähliger Kapitän auf. Außerdem wurde Hartmann etatsmäßiges Mitglied der Artillerie-Prüfungskommission und am 30. Juni 1840 in den Etat aufgenommen. Am 22. Juni 1850 wurde er dem 5. Artillerie-Regiment aggregiert und am 1. November 1850 à la suite des Regiments gestellt. Er wurde am 27. Mai 1852 zum Major befördert und war ab dem 16. Juli 1853 auch Mitglied der Prüfungskommission für Premierleutnants der Artillerie. Hartmann stieg bis Ende Mai 1859 zum Oberst auf und wurde in der Folgezeit mehrfach ausgezeichnet. Ende August 1860 erhielt er das Kommandeurskreuz II. Klasse des Guelphen-Ordens, Anfang November 1861 das Komturkreuz des Verdienstordens der Bayerischen Krone und Mitte Oktober 1861 den Kronen-Orden III. Klasse sowie das Großkomturkreuz des Oldenburgischen Haus- und Verdienstordens des Herzogs Peter Friedrich Ludwig. In Würdigung seiner Verdienste um die Artillerie wurde er am 15. November 1862 durch König Wilhelm I. in den erblichen preußischen Adelsstand erhoben.
Hartmann erhielt am 25. Juni 1864 den Charakter als Generalmajor, bevor er am 13. August 1864 unter Verleihung des Roten Adlerordens II. Klasse mit Eichenlaub seinen Abschied mit Pension nahm. Er starb am 11. März 1876 in Berlin und wurde am 13. März 1876 auf dem Friedhof in der Hasenheide beigesetzt.

### Familie
Er heiratete am 5. August 1840 in Berlin Johanna Luise Friederike Dohse (1804–1880), eine Tochter des Stabschirurgen Johann Carl Heinrich Dohse. Aus der Ehe ging der bekannte Philosoph Eduard von Hartmann (1842–1906) hervor.